# Джованні Караччолі
Джованні III Караччолі дель Соль (Jean Caraccioli, 1480 — 1550) — італійський аристократ, військовик, маршал Франції.

## Життєпис
Походив з аристократичного роду Караччоло, найбільш впливової його гілки — дель Соль. Був сином Джованні II Караччоло, князя Мелфі, герцога Веноза, Алколі та Соріа, та Елеонори Сан-северино. Про молоді роки мало відомостей. У 1495 році приєднався до короля Карла VIII при захопленні Неаполя. У 1512 році брав участь у битві при Равенні. Після чого перейшов на бік імператора Карла V Габсбурга.
У 1528 році потрапляє у полон у м. Мельфі до французького військовика Оде де Фуа, віконта Лотрека. Імператор відмовився викупити Караччоло. Тому він повернувся на службу до короля Франції. тут змінив прізвище на Караччолі. Франциск I надав йому орден Святого Михайла, звання генерал-лейтенанта та численні маєтки в омін на втрачені в Італії.
у 1536 році звитяжив при обороні П'ємонту від військ імператора Карла V. У 1543 році відзначився при облозі Люксембургу та Ландерсі. У 1544 році стає маршалом, а у 1545 році призначається губернатором П'ємонту. Помер на цій посаді у 1550 році.